# Luke Sassano
Luke Sassano (* 14. Oktober 1985 in Orinda, Kalifornien) ist ein US-amerikanischer Fußballspieler auf der Position eines Mittelfeld- und Abwehrspielers. Zurzeit spielt er für Sporting Kansas City in der höchsten Spielklasse im nordamerikanischen Fußball, der Major League Soccer (MLS).

## Karriere

### Jugend und Amateurfußball
Sassano begann seine aktive Karriere als Fußballspieler bei Lamorinda United und spielte danach bei den Santa Clara Sporting Ruckus in der Super Y-League, der höchsten Spielklasse im Jugendfußball in Kanada und den USA.
Ab 2004 kam er bei den California Golden Bears an der UC Berkeley zum Einsatz, wo er bis zu seinem Abgang im Jahre 2006 in insgesamt 50 Spielen auf eine Bilanz von drei Toren, sowie 14 Assists kam. Die ersten beiden Jahre an der Universität war er Mittelfeldakteur, erst in seinem Abschlussjahr wechselte er in die hinteren Reihen und wurde zum Abwehrspieler.
Während seiner Studienzeit kam er zu einigen Einsätzen für zwei Amateurvereine aus der USL Premier Development League, der vierthöchsten Spielklasse im nordamerikanischen Fußball. So spielte er 2006 in zwölf Partien für die San Francisco Seals und erzielte dabei zwei Treffer und kam noch im selben Jahr für die San José Frogs zu 13 Einsätzen.

### Vereinskarriere
Beim MLS SuperDraft 2008 wurde Sassano in der 3. Runde als 32. Pick zu den New York Red Bulls in die Major League Soccer gedraftet. Am 5. April 2008 gab er sein Profidebüt im Spiel gegen Columbus Crew. Mit den Red Bulls kam er am Ende der Saison 2008 bis ins Meisterschaftsfinale, wo das Team mit 3:1 an Columbus Crew scheiterte.
In seiner zweiten Saison für die Roten Bullen kam er 17-mal zum Einsatz, die meisten davon auf Positionen im defensiven Mittelfeld. Am Ende der Saison 2009 trainierte er für drei Wochen beim FC Red Bull Salzburg mit.
Nach der Saison 2010 wurde sein Vertrag nicht weiterverlängert und Sassano nahm am MLS Re-Entry Draft im Dezember 2010 teil. Am 15. Dezember 2010 wurde er von Los Angeles Galaxy ausgewählt und sofort zu Sporting Kansas City weitertransferiert. Dort unterschrieb er am 12. Januar 2011.

## Erfolge
- MLS-Cup-Finalist: 2008

## Privat
Sassano hat zwei Brüder (Evan und Eric), sowie eine Schwester (Danielle). Sein Bruder Evan ist selbst begeisterter Fußballer an der UC Berkeley, seine Schwester Danielle spielte ebenfalls Collegefußball an der UC Santa Cruz.